# Elephantomyia (Elephantomyodes) aurantia
Elephantomyia (Elephantomyodes) aurantia is een tweevleugelige uit de familie steltmuggen (Limoniidae). De soort komt voor in het Oriëntaals gebied.